# Rheinburg

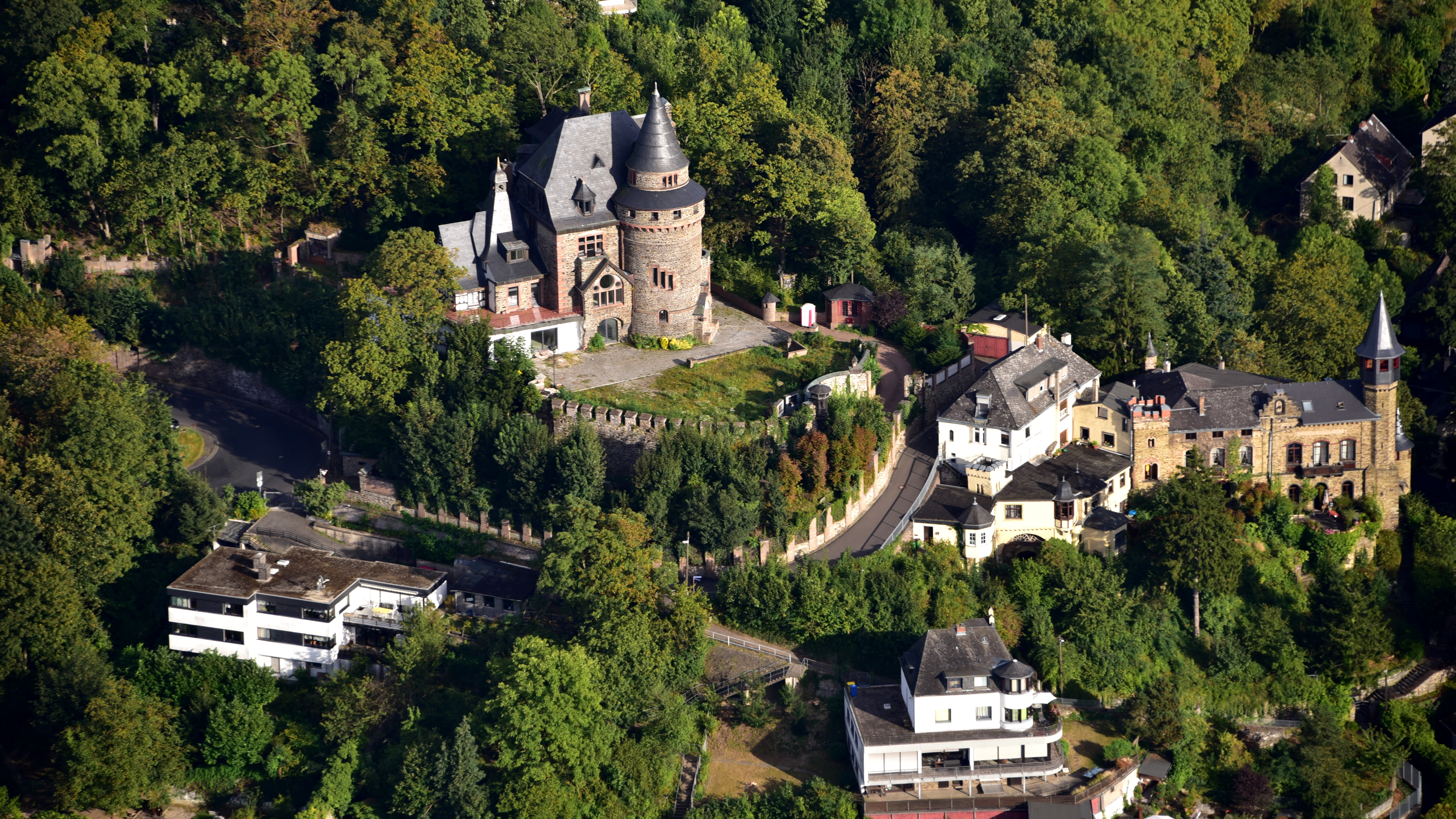
Rheinburg mit Klausenburg (rechts), Luftaufnahme (2016)

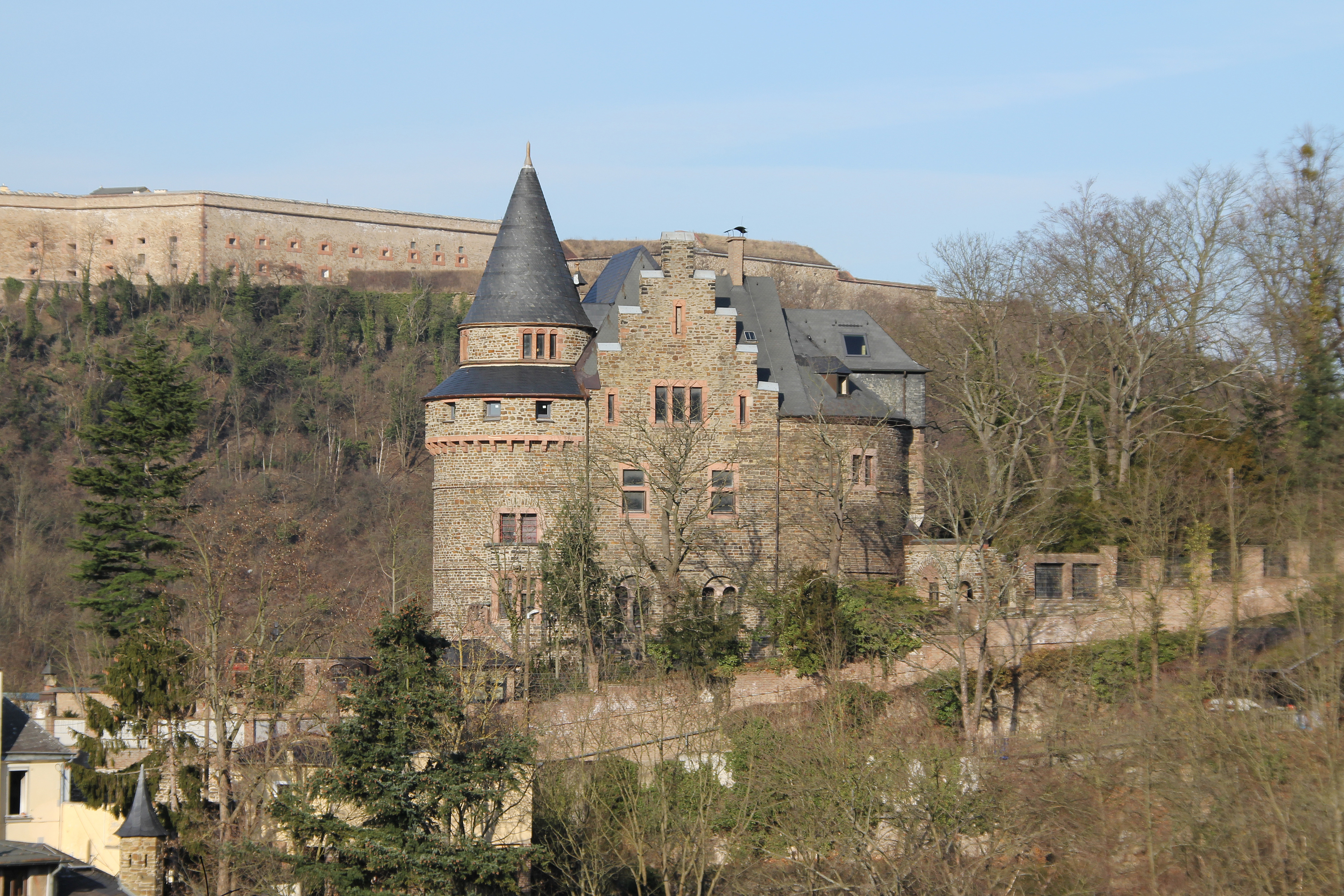
Die Rheinburg in Koblenz-Ehrenbreitstein

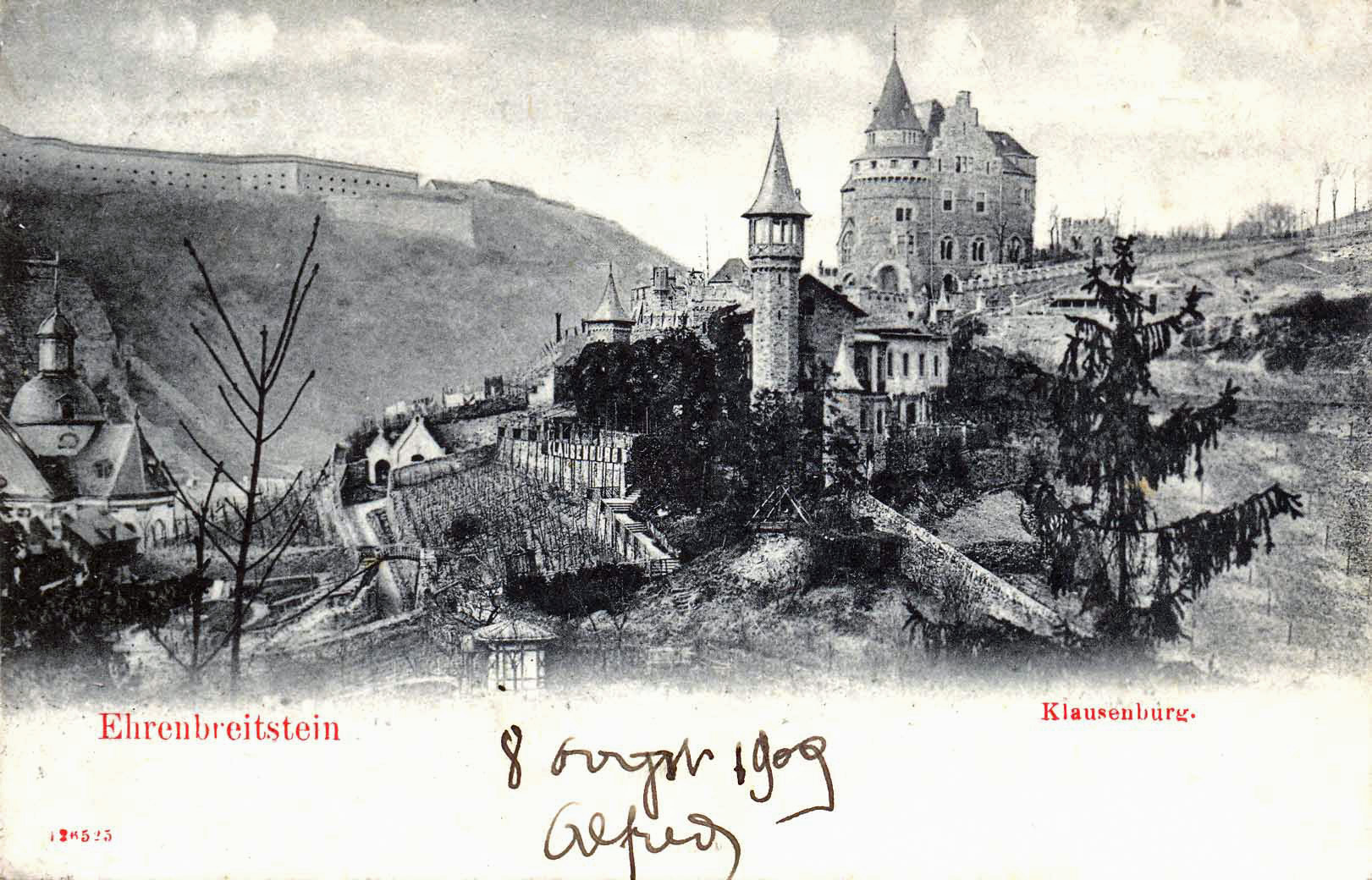
Die Klausenburg, im Hintergrund die Rheinburg, um 1909

Die Rheinburg ist eine burgartige Villa in Koblenz. Sie liegt im Stadtteil Ehrenbreitstein und geht zurück auf das Werk Klausenberg, das als Teil der Ehrenbreitsteiner Stadtbefestigung 1827–1833 erbaut wurde. Somit gehörte diese Kaponniere zum System Niederehrenbreitstein der preußischen Festung Koblenz.

## Geschichte

### Werk Klausenberg
Das Werk Klausenberg, auch Klausenbergturm genannt, wurde 1827–1833 im Zuge des Baus der preußischen Stadtbefestigung am Westhang der Arzheimer Höhen im Osten der Stadt Ehrenbreitstein errichtet. Das Werk wurde 1850 zur Belegung mit Truppen angepasst. Mit der Schließung der Lücken in der krenelierten Mauer rund um die Stadt 1854 und 1856 war die Kaponniere in die Stadtbefestigung integriert. Nach deren Aufgabe 1890 kaufte die Stadt Ehrenbreitstein das Festungswerk 1892/93 an und versuchte es in den folgenden Jahren wieder zu verkaufen.

### Villa Rheinburg
Das Gebäude wurde 1898 öffentlich versteigert. Den Zuschlag erhielt Oberst Wilhelm von Bötticher aus Bremen, der es unter Einbeziehung des Festungsgebäudes zur burgartigen Villa Rheinburg umbauen ließ. Nach dem Tod der Eltern übernahm die Tochter Helene Bornhausen die Villa, welche sich bis 1978 in Familienbesitz befand. Die Rheinburg ist bis heute noch in Privatbesitz und wurde im 20. und Anfang des 21. Jahrhunderts mehrfach umgebaut, dabei ging aber ihre romantische Erscheinung als Burg nie verloren.

## Bau
Die Kaponniere war ein einstöckiges kasemattiertes Gebäude mit insgesamt neun Geschützschießscharten. Die Front war halbkreisförmig und nach Osten gerichtet. Über einen halbrunden Treppenturm gelangte man auf das Dach des Baus, welches als Geschützstellung genutzt werden konnte. Die gesamte Kaponniere war von einem trockenen Graben umgeben. Sie war über eine krenelierte Treppenanlage mit der Stadt verbunden.
Mit Umbau des Werks Klausenberg zur burgartigen Villa auf dem Plateau wurde ein vielgliedrig gestaffelter Baukörper mit Treppengiebeln, Sattel- und Walmdächern und Fachwerkvorbauten geschaffen. Der Treppenturm wurde dabei mit einer Art Wehrgang und einem Kegeldach ausgeführt.

## Denkmalschutz
Die Rheinburg ist ein geschütztes Kulturdenkmal nach dem Denkmalschutzgesetz (DSchG) und in der Denkmalliste des Landes Rheinland-Pfalz eingetragen. Sie liegt in Koblenz-Ehrenbreitstein im Klausenbergweg 5.
Seit 2002 ist die Rheinburg Teil des UNESCO-Welterbes Oberes Mittelrheintal.